# Holland House (Baarn)
Villa Holland House is een beschermd gemeentelijk monument aan de Generaal Van Heutszlaan 6 in Baarn, in de provincie Utrecht. Het gebouw staat in het Prins Hendrikpark en wordt gebruikt als kantoor.
Het gebouw met asymmetrische gevels is in 1883 gesticht op grond van prins Hendrik de Zeevaarder. In die tijd heette de laan nog Hilversumse Straatweg, zoals het verlengde van de laan nu nog heet. In de topgevel zitten boven de balkondeur een gepleisterde decoratie met een rond venster.
In 1916 zijn vijfzijdige erkers aangebracht onder toezicht van architect J.C. van Epen, die in 1926 ook borg stond voor een uitbreiding aan de achterzijde.